# Maciej Domański
Maciej Domański (Rzeszów, 4 marzo 1987) è un calciatore polacco, centrocampista dello Stal Mielec.

## Carriera
Ha giocato nella massima serie polacca.

## Statistiche

### Presenze e reti nei club
Statistiche aggiornate al 24 giugno 2021.
| Stagione                   | Squadra                    | Campionato                 | Campionato | Campionato | Coppe nazionali | Coppe nazionali | Coppe nazionali | Coppe continentali | Coppe continentali | Coppe continentali | Altre coppe | Altre coppe | Altre coppe | Totale | Totale |
| Stagione                   | Squadra                    | Comp                       | Pres       | Reti       | Comp            | Pres            | Reti            | Comp               | Pres               | Reti               | Comp        | Pres        | Reti        | Pres   | Reti   |
| -------------------------- | -------------------------- | -------------------------- | ---------- | ---------- | --------------- | --------------- | --------------- | ------------------ | ------------------ | ------------------ | ----------- | ----------- | ----------- | ------ | ------ |
| 2013-2014                  | Stal Mielec                | 2L                         | 23         | 2          |                 | -               | -               |                    | -                  | -                  |             | -           | -           | 23     | 2      |
| 2014-2015                  | Stal Mielec                | 2L                         | 30         | 2          |                 | -               | -               |                    | -                  | -                  |             | -           | -           | 30     | 2      |
| Totale Stal Mielec         | Totale Stal Mielec         | Totale Stal Mielec         | 53         | 4          |                 | -               | -               |                    | -                  | -                  |             | -           | -           | 53     | 4      |
| 2015-gen. 2016             | Siarka Tarnobrzeg          | 2L                         | 19         | 1          | CP              | 1               | 1               |                    | -                  | -                  |             | -           | -           | 20     | 2      |
| gen.-lug. 2016             | Puszcza Niepołomice        | 2L                         | 11         | 2          |                 | -               | -               |                    | -                  | -                  |             | -           | -           | 11     | 2      |
| 2016-2017                  | Puszcza Niepołomice        | 2L                         | 31         | 5          | CP              | 3               | 1               |                    | -                  | -                  |             | -           | -           | 34     | 6      |
| 2017-2018                  | Puszcza Niepołomice        | 1L                         | 32         | 9          | CP              | 1               | 0               |                    | -                  | -                  |             | -           | -           | 33     | 9      |
| Totale Puszcza Niepołomice | Totale Puszcza Niepołomice | Totale Puszcza Niepołomice | 74         | 16         |                 | 4               | 1               |                    | -                  | -                  |             | -           | -           | 78     | 17     |
| 2018-2019                  | Raków Częstochowa          | 1L                         | 23         | 5          | CP              | 4               | 0               |                    | -                  | -                  |             | -           | -           | 27     | 5      |
| 2019-gen. 2020             | Raków Częstochowa          | EK                         | 5          | 0          | CP              | 2               | 1               |                    | -                  | -                  |             | -           | -           | 7      | 1      |
| Totale Raków Częstochowa   | Totale Raków Częstochowa   | Totale Raków Częstochowa   | 28         | 5          |                 | 6               | 1               |                    | -                  | -                  |             | -           | -           | 34     | 6      |
| gen.-lug. 2020             | Stal Mielec                | 1L                         | 12         | 3          | CP              | 1               | 0               |                    | -                  | -                  |             | -           | -           | 13     | 3      |
| 2020-2021                  | Stal Mielec                | EK                         | 30         | 6          | CP              | 2               | 1               |                    | -                  | -                  |             | -           | -           | 31     | 6      |
| Totale carriera            | Totale carriera            | Totale carriera            | 216        | 35         |                 | 13              | 3               |                    | -                  | -                  |             | -           | -           | 229    | 38     |

## Palmarès

### Club

#### Competizioni nazionali
- I liga: 2

Raków Częstochowa: 2018-2019
Stal Mielec: 2019-2020